# Street Cry
Street Cry, född 11 mars 1998, död 17 september 2014, var ett engelskt fullblod, mest känd för att ha segrat i Dubai World Cup (2002), Stephen Foster Handicap (2002) och varit tvåa i Whitney Handicap (2002). Han var efter tävlingskarriären en så kallad skyttelhingst och stod uppstallad på Darley Stud i Australien och USA.

## Karriär
Street Cry var en brun hingst efter Machiavellian och under Helen Street (efter Troy). Han föddes upp av Mohammed bin Rashid Al Maktoum och ägdes av Godolphin Racing. Han tränades under tävlingskarriären av Saeed bin Suroor.
Street Cry tävlade mellan 2000 och 2002 och sprang under sin tävlingskarriär in 5 150 837 dollar på 12 starter, varav 5 segrar, 6 andraplatser och 1 tredjeplats. Han tog karriärens största segrar i Dubai World Cup (2002) och Stephen Foster Handicap (2002). Han segrade även i UAE 2000 Guineas (2001) och Al Maktoum Challenge, Round 3 (2002).

### Som avelshingst
Street Cry är anmärkningsvärd för att vara far till en av de största kapplöpningshästarna genom tiderna, Winx, som pensionerades från tävling i april 2019, med ett världsrekord på 25 grupp 1-segrar och även vann de sista 33 löpen i sin karriär. Det var den lägsta segersviten för en tävlingshäst på toppnivå på över ett sekel. Vid sin pensionering rankades hon av Longines som den bästa tävlingshästen i världen.
Han är också far till det amerikanska stoet Zenyatta som tog 19 segrar på 20 starter, och bland annat segrade i Breeders' Cup Ladies' Classic (2008) och Breeders' Cup Classic (2009), och valdes in i National Museum of Racing and Hall of Fame 2016.